# Франц фон Валдерзе
Франц Антон Йохан Георг граф фон Валдерзе (на немски: Franz Anton Johann Georg Graf von Waldersee, * 5 септември 1763 в Десау; † 30 май 1823) е граф фон Валдерзе, немски чиновник и писател.

## Биография
Той е най-големият извънбрачен син на княз (от 1806 г. херцог) Леополд III фон Анхалт-Десау от връзка с Йоханна Елеонора Хофмайер, дъщеря на първия проповедник на реформираната църква в Цербст. Понеже кайзер Фридрих II е против това баща му да се ожени за майка му, тя се омъжва през 1765 г. за оберщалмайстер Адолф Хайнрих фон Нойтшюц (1730 – 1772), а баща му се жени през 1767 г., по настояване на Фридрих II, за братовчедката му принцеса Луиза фон Бранденбург-Швет. Въпреки това Франц Йохан Георг е възпитаван в двора на Десау.
През 1784 г. започва служба в Прусия и става асесор в Бреслау и военен съветник. Той е издигнат на 15 октомври 1786 г. в пруското графско съсловие. През 1790 г. напуска пруската си служба и по нареждане на баща му отива в Десау.
Франц фон Валдерзе получава от баща си през 1795 г. палат Валдерзе в Десау за резиденция. По време на Наполеоновите войни той служи като дипломат през 1813/1814 г. при баща си и при неговия последник Леополд IV Фридрих фон Анхалт-Десау. Той получава Йоханитския орден от Фридрих Вилхелм III.
Франц фон Валдерзе пише стихотворение за лова, либрето на една опера и превежда множество трагедии на Расин.

## Фамилия
Франц фон Валдерзе се жени на 20 май 1787 г., след четири годишно сгодяване, в Десау за Луиза Каролина Казимира София фон Анхалт (* 30 септември 1767, Халберщат; † 4 април 1842, Потсдам), дъщеря на генералмайор граф Албрехт фон Анхалт (1735 – 1802) и съпругата му София Луиза Хенриета фон Ведел (1750 – 1773). Те имат децата:
- Луиза (1788 – 1880), монахиня
- Франц Хайнрих (1791 – 1873), пруски генерал на кавалерията и губернатор на Берлин, женен за Берта фон Хюнербайн (1799 – 1859)
- Едуард (1793 – 1867), пруски офицер, женен на 22 юни 1821 г. за Лаурета фон Алвенслебен (1803 – 1875)
- Фридрих Густав (1795 – 1864), пруски генерал-лейтенант и военен писател, женен на 2 юли 1823 г. за Отилия фон Ведел (1803 – 1882), дъщеря на Ото фон Ведел и фрайин Клементина фон дер Голц
- Амелия (1799 – 1826), омъжена за Карл Фридрих Давид фон Линдхайм (1791 – 1862), генерал на инфантерията
- Мария (1803 – 1862), омъжена на 29 март 1826 г. за Леополд фон Гайл (1791 – 1876), пруски генерал на инфантерията

## Произведения
- Tagebuch der Schweizreise 1783. Französische Originalfassung in: Anna-Franziska von Schweinitz: Fürst und Föderalist. Tagebücher einer Reise in die Schweiz 1783 und der Bund der Eidgenossen als Modell im Alten Reich. Wernersche Verlagsgesellschaft, Worms 2004, ISBN 3-88462-196-3, S. 225 – 276
- Der Jäger. Ein Lehrgedicht in drei Gesängen. Halle 1805, neue Auflage Berlin 1865.